# Amsterdam Oud-Zuid
Oud-Zuid (« Vieux-Sud ») est un ancien arrondissement (stadsdeel) de la ville d'Amsterdam situé au sud du centre historique, formé en 1998 par la fusion des arrondissements Zuid (« Sud », anciens quartiers olympiques) et De Pijp. 
Depuis le 1er mai 2010, il constitue désormais avec l'ancien arrondissement de Zuideramstel, l'arrondissement de Zuid (« Sud »). 

## Lieux célèbres
Il abrite de célèbres lieux d'Amsterdam comme le Concertgebouw, le Rijksmuseum, le Stedelijk Museum, le musée van Gogh, le stade olympique, la brasserie Heineken, le marché Albert Cuyp (le plus grand marché à ciel ouvert des Pays-Bas) et la P.C. Hooftstraat, la rue avec les magasins les plus luxueux du pays.
Le quartier du Pijp rassemble à lui seul 1 % des cafés et restaurants du pays.

## Statistiques
En 2007, sa population s'élève à 83 633 habitants, appelés en français Autraloviciens.
Oud Zuid constitue alors l'arrondissement dont la proportion de Néerlandais, d'étrangers occidentaux (16 800) et non-occidentaux (14 542) est la plus équilibrée de la ville. 
Le premier partenariat entre personnes de même sexe du pays y a est signé en 1998. C'est depuis, après l'arrondissement du Centre (« Centrum »), celui où le plus d'unions entre couples du même sexe (partenariats et mariages) sont signées chaque année.
Oud Zuid est le deuxième arrondissement après le Centre (2 695) pour le nombre de ménages d'origine occidentale qui s'y sont installés en 2006 (1 792), alors que les ménages d'origine non-occidentale s'y font de plus en plus rares (71 d'origine antillaise, 77 d'origine turque, 100 d'origine marocaine, 647 d'origine autre non-occidentale).
C'est aussi l'arrondissement où le nombre de possesseurs de voitures est le plus en augmentation (de 33 % en 1991 à 42 % en 2006, 37 % pour l'ensemble d'Amsterdam), alors que c'est l'un des arrondissements amstellodamois les plus encombrés et pollués.
Après le Centre (22 638), Oud Zuid est l'arrondissement où le plus de plaintes ont été déposées à la police (9 111) en 2006. La présence de nombreux touristes n'y est pas étrangère.

## Politique
Jusqu'en 2010, Oud Zuid est le seul endroit aux Pays-Bas où siège un Européen non-néerlandais, le Français Laurent Chambon, élu de 2006 à 2010 pour le Parti travailliste qui détient 10 sièges sur les 29 du Conseil d'arrondissement. Le bourgmestre est Egbert de Vries (travailliste), à la tête d'une coalition « rouge-verte » réunissant les travaillistes et les verts de GroenLinks qui ont 6 sièges. Les partis d'opposition occupent respectivement 7 sièges pour le VVD, 2 pour les D66, 1 chacun pour le CDA et trois partis locaux.